# イルピン
イルピン（イルピン、ウクライナ語: Ірпі́нь, 発音 [irˈp⁽ʲ⁾inʲ] ( 音声ファイル) イルピーニ）は、ウクライナの北部の首都キエフのすぐ隣、キエフ州ブチャ地区のイルピニ川沿いに位置する都市である。
2022年、ロシアによるウクライナ侵攻によって破壊された。キエフ（キーウ）攻勢の激しさから、キエフ州政府はイルピンをブチャ、ホストメリ、ハイウェイM06、ヴィーシュホロドとともにキエフ州で最も危険な場所と名付けた。

## イルピンの旧飛び地
都市型集落コチュビンスケは、キエフ特別市内に四方囲まれた飛び地で、かつては地方行政手続きは8キロ以上離れたイルピン市で行われると定められていたが、2010年代後半にコチュビンスケ住民によるキエフ特別市への編入運動が起こった。しかし2020年7月の地方行政区画改編時にコチュビンスケもイルピンもキエフ州のブチャ地区に編入され、同地区の行政中心地はブチャと制定されたため、コチュビンスケはイルピン市下の地方自治体ではなくなった。今後特別市への編入については調査を行うとしている。

## ギャラリー

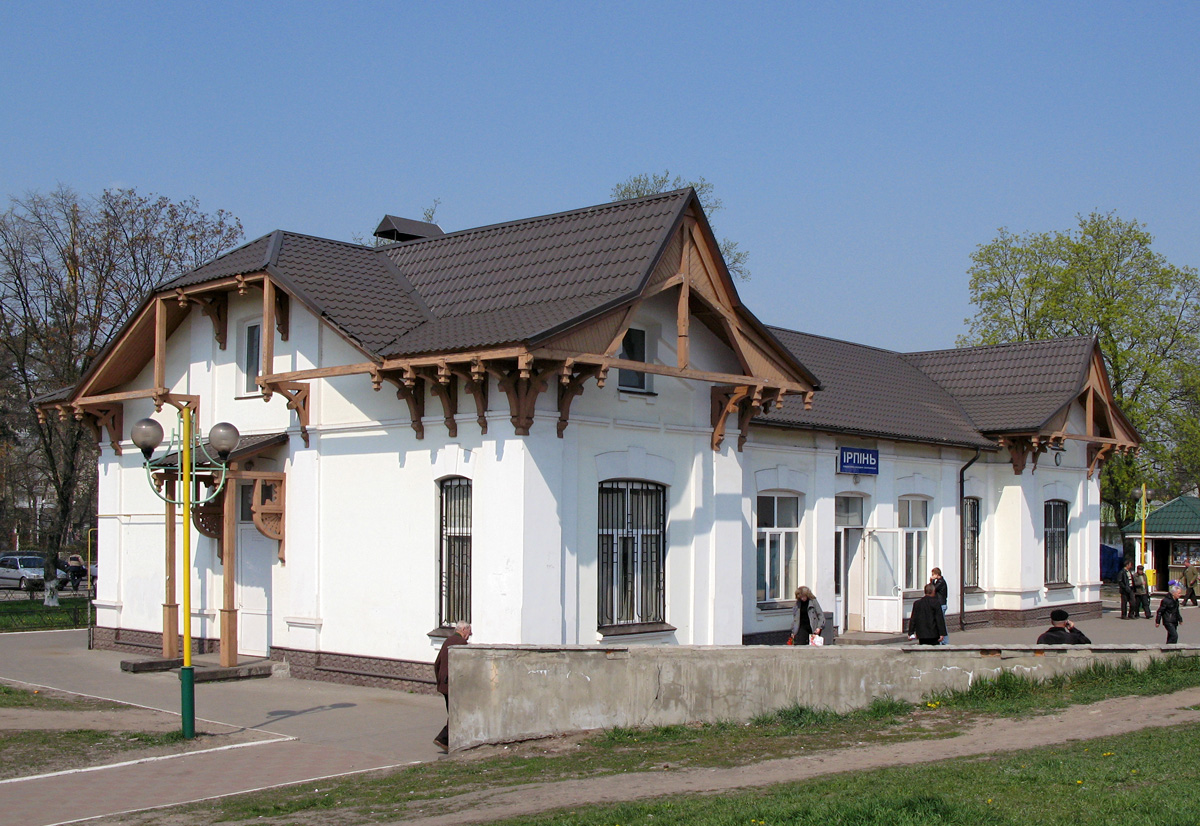
イルピン駅
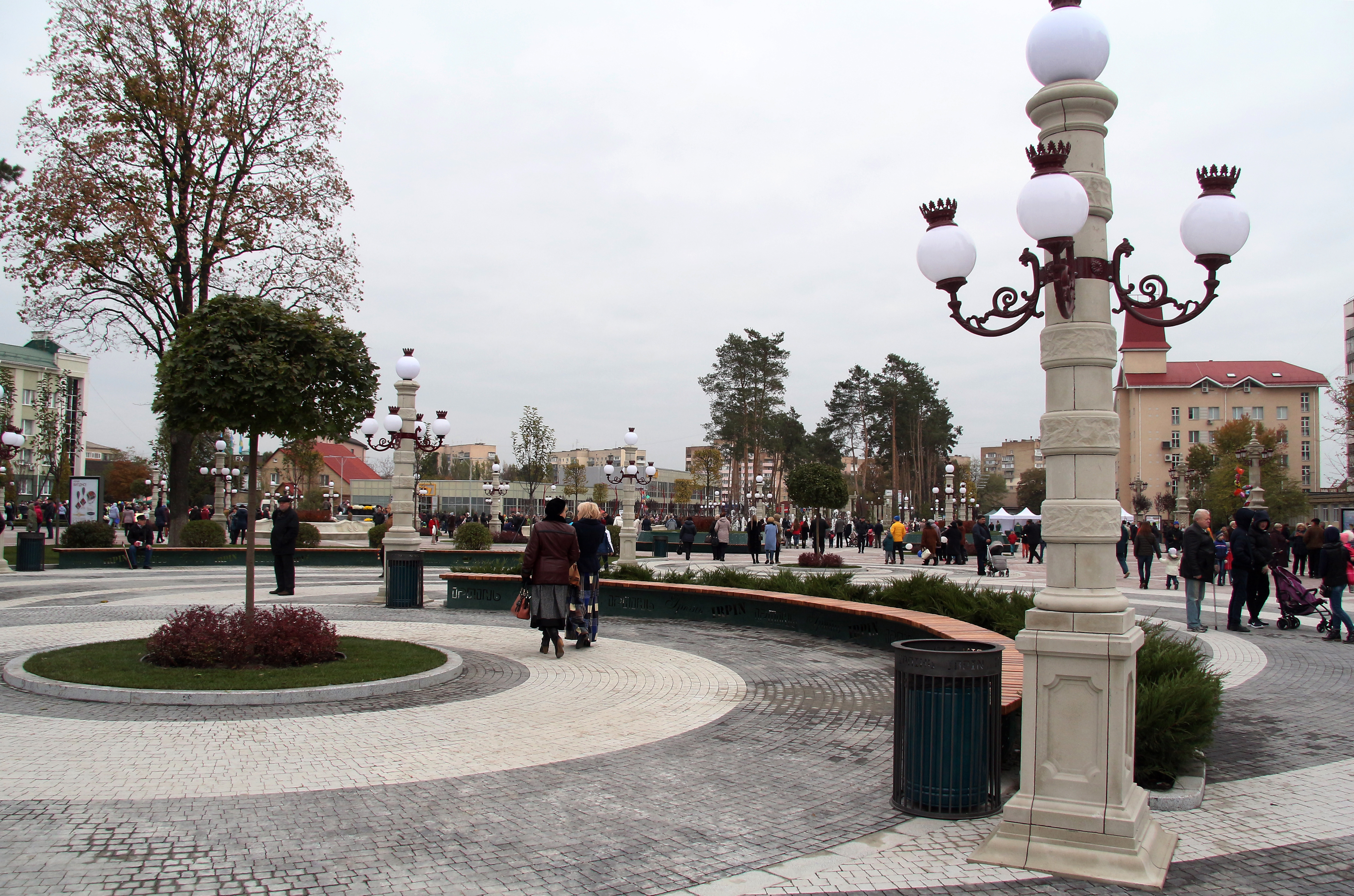
イルピン中央広場
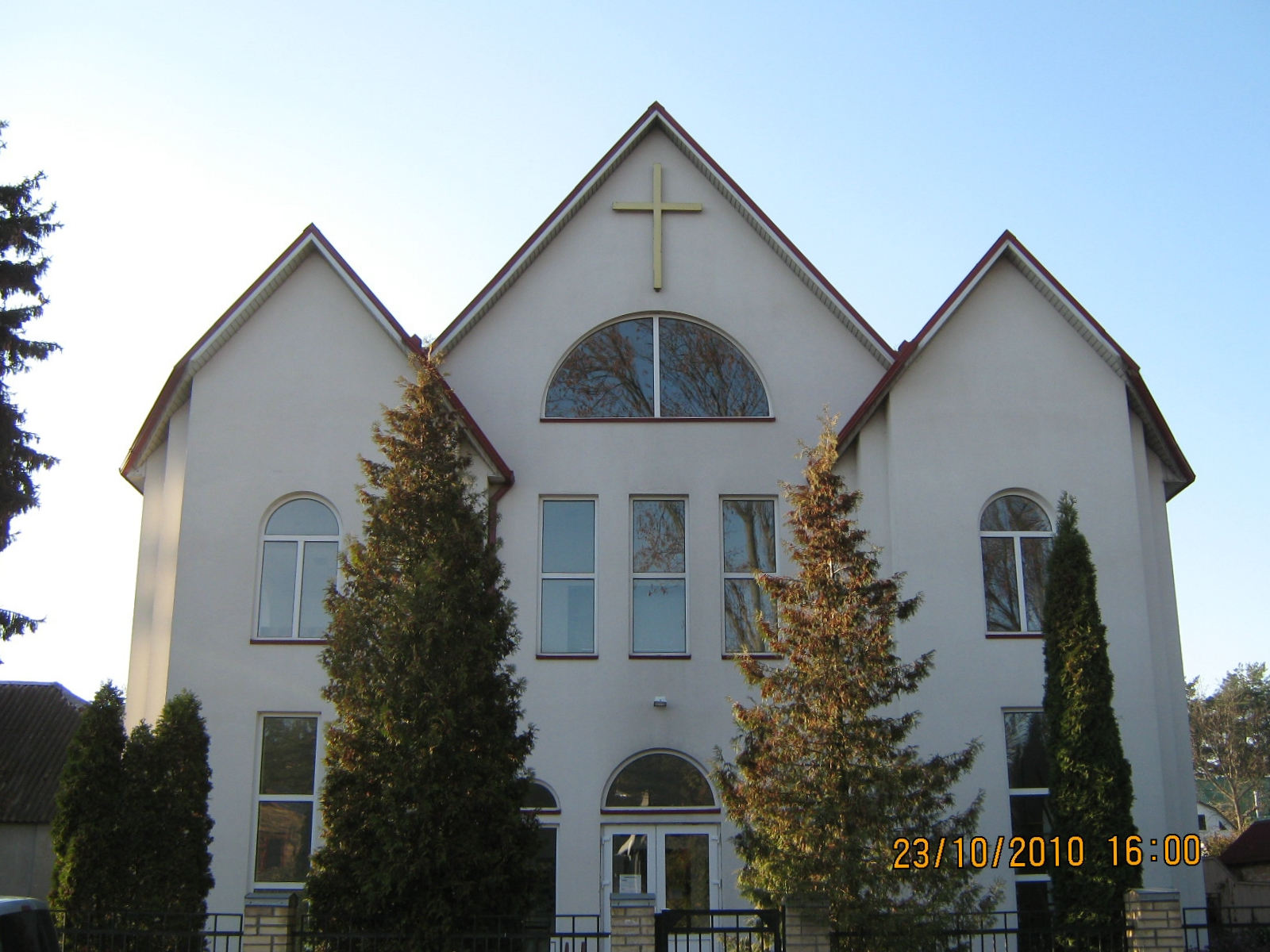
バプテスト教会
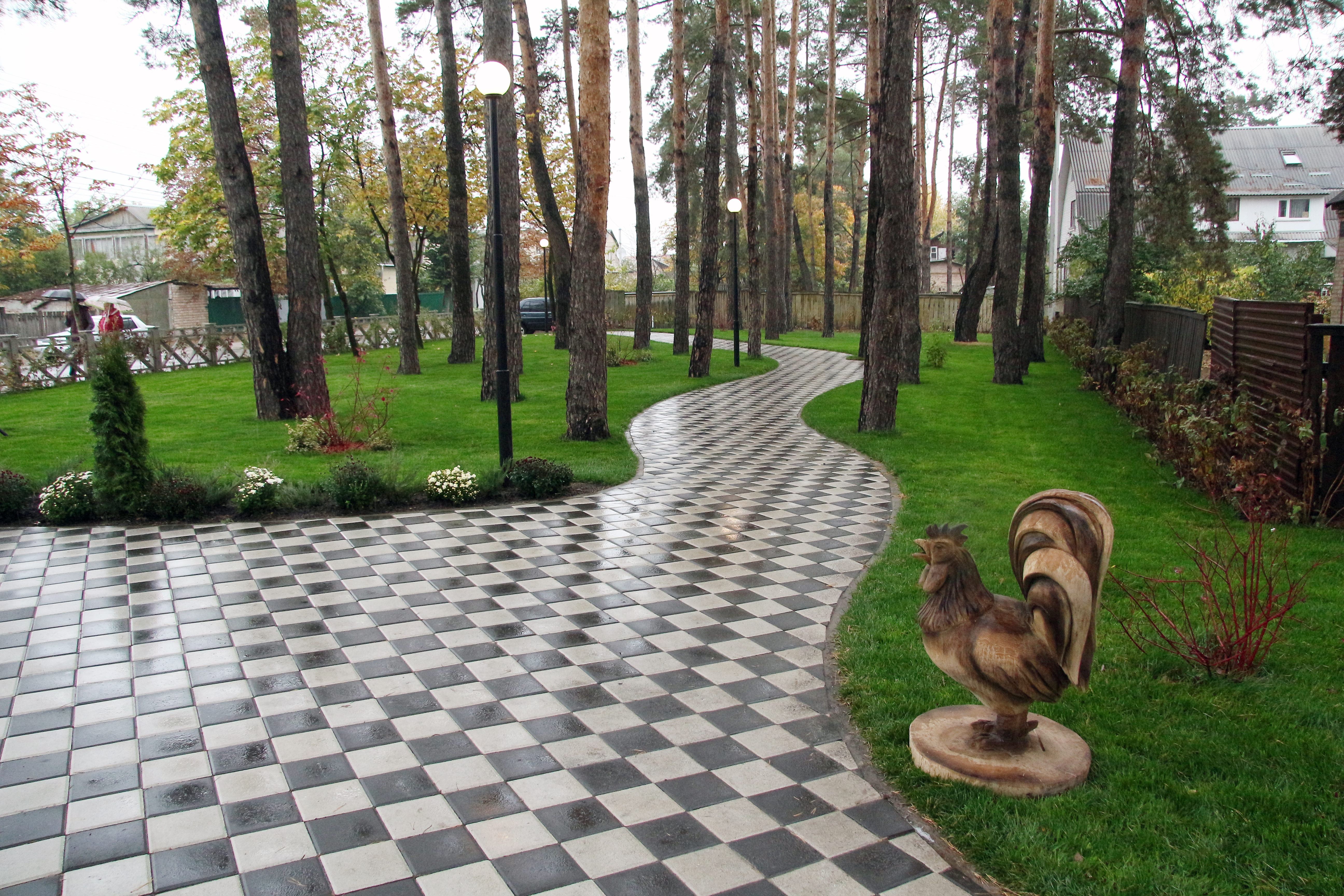
イルピン市公園
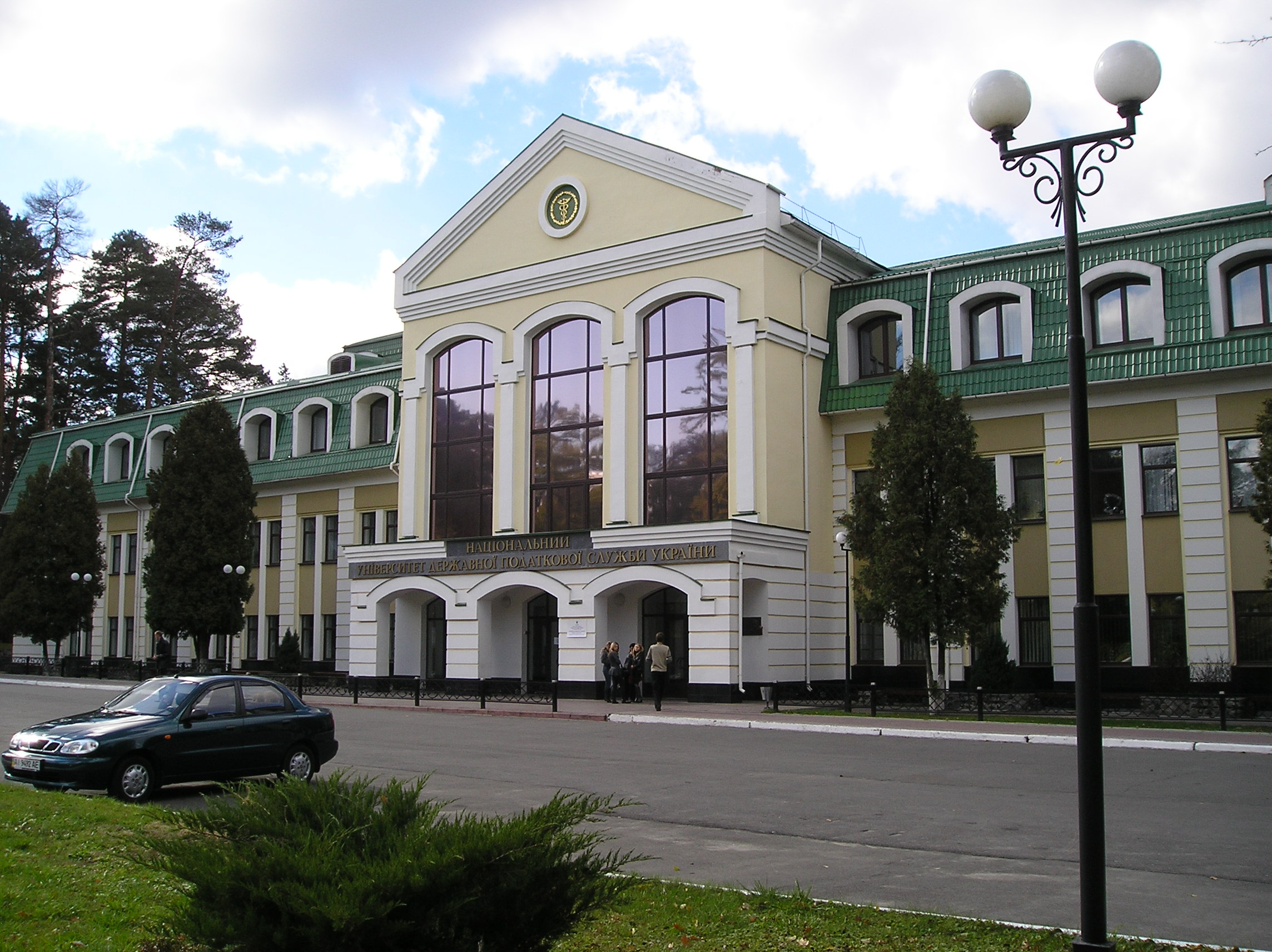
State Tax Academy in Ukraine
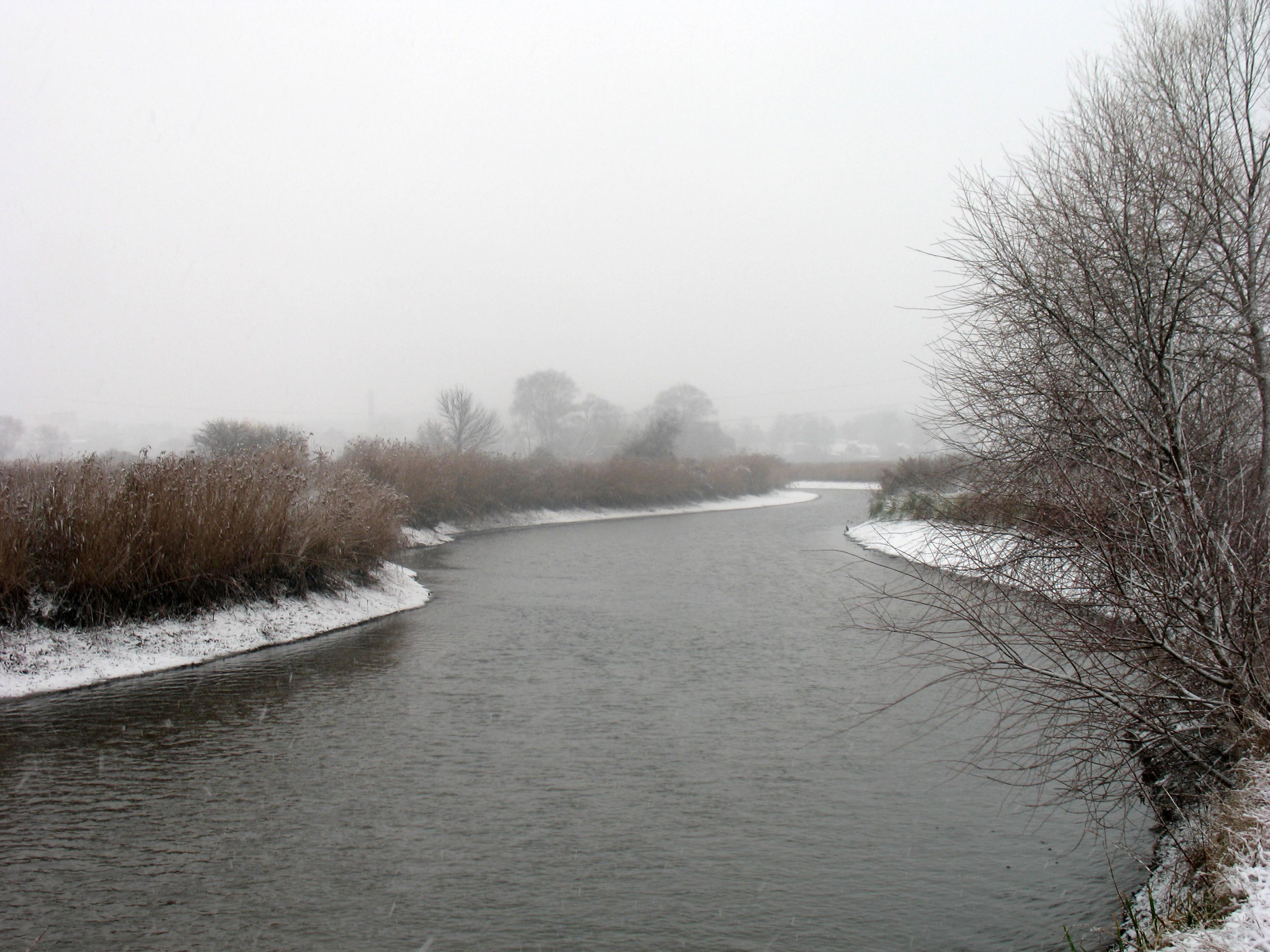
イルピニ川
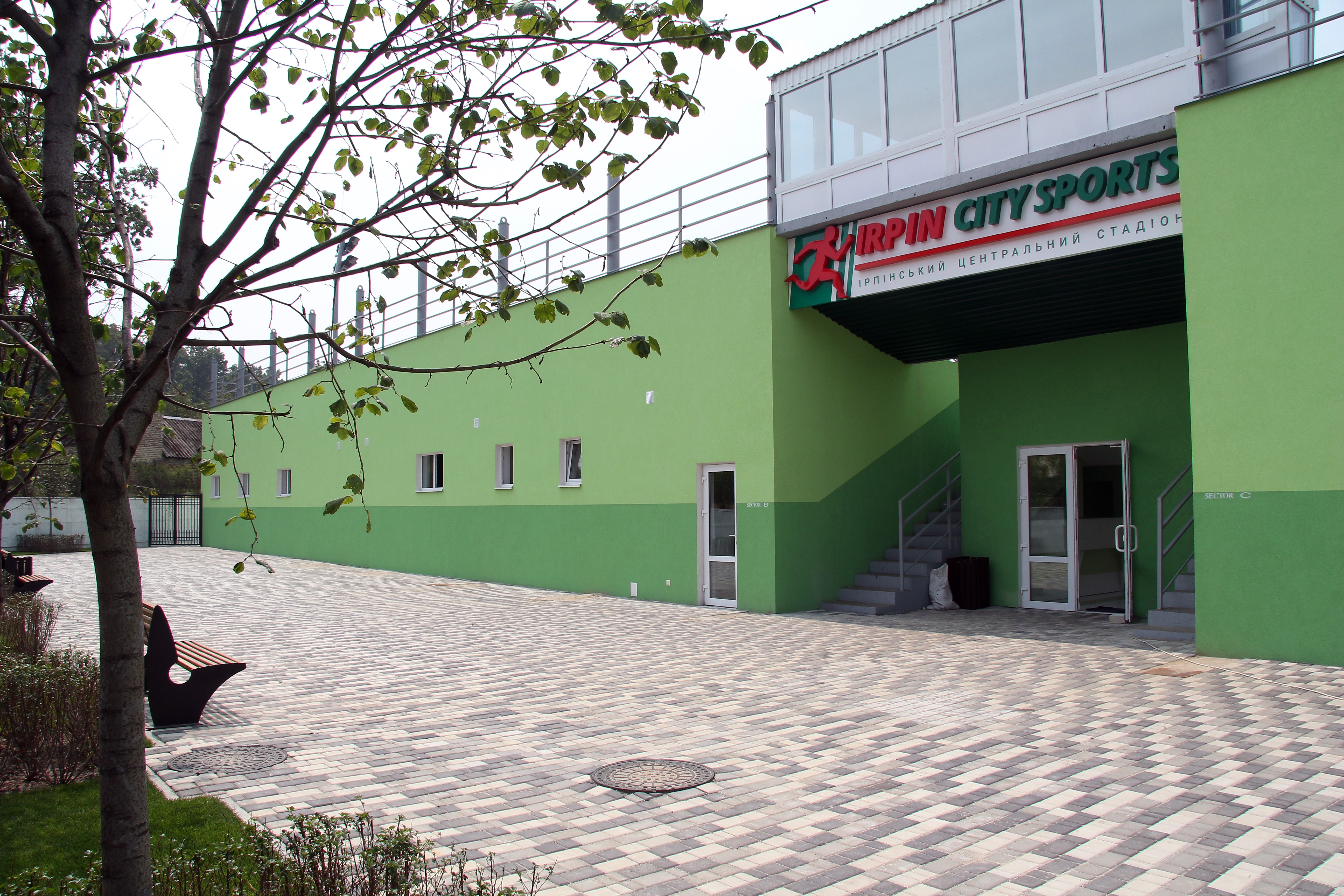
セントラルスタジアム